# Јожеф Ковач (атлетичар, 1911)
Јозсеф Ковач (мађ. József Kovács}, Будимпешта 14. марта 1911. — Будимпешта, 18. август 1990) бивши је мађрски атлетичар који се такмичио у спринтерски дисциплинама и трчању са препонама.
Учествовао је на 1. Европском првенству 1934. у Торину где је стигао до финала у три дисциплине. Прво је победио у дисциплини 110 метара са препонама у времену новог националног рекорда 14,8 секунди испред Немца Ервина Вегнера 14,9 секунди. У трчању на 200 метара завршио је као четврти за 21,7 секунди. Са штафетом 4 к 100 метара освојио је сребро за 41,4 секунде иза немачке штафете. Штафета је трчала у сатаву: Ласло Форгач, Ковач, Јожеф Шир и Ђула Гуенеш.
Na Летњим олимпијским играма 1936. у Берлину Ковач се такмичио у неколико дисциплина. У трци на 400 м са препонама завршио је у полуфиналу са 54,0 секунди. Повукао се из мађарске штафете 4 х 400 етара.
У учештрћу на 2. Европском првенству 1938. у Паризуу Ковач је завршио на другом местиу на 400 метара са препонама} резултато 53,3 секунде. Штафета 4 х 400 метара завршила је као осма, а трчала је у саставу Ђула Ђенеш, Јанош Паиж, Ковач и Јожеф Сир.
Јожеф Ковач поставио је бројне мађарске рекорде, са препрекама на обе стазе и рекорд од 400 метара у 1950-им годинама. Његов рекорд у трчању на 200 метара, одржао се од 1933. до 1964. године.

## Значајнији резултати
| Год.     | Такмичење          | Место    | Дисциплина     | Резултат | Пласман  | Детаљи   |
| Мађарска | Мађарска           | Мађарска | Мађарска       | Мађарска | Мађарска | Мађарска |
| -------- | ------------------ | -------- | -------------- | -------- | -------- | -------- |
| 1934.    | Европско првенство | Торино   | 200 м          | 21,7     | 4.       |          |
| 1934.    | Европско првенство | Торино   | 110 препоне    | 14,8     |          |          |
| 1934.    | Европско првенство | Торино   | 4. х 100 м     | 41,4     |          |          |
| 1936     | Олимпијске игре    | Берлин   | 4. х 400 м     | 3,14,8   | 6.       |          |
| 1938     | Европско првентво  | Париз    | 400 м препонем | 53,3     |          |          |

## Лични рекорди
- 110 м препоне 14,8 (1924)
- 200 м препоне 23,7 (1934)
- 400 м препоне 52,9 (1936)
- 100 м 10,5 (1934)
- 200 м 21,0 (1933)
- 400 м 47,7 (1937)